# Varanus darevskii
Varanus darevskii — вимерлий вид варанів раннього пліоцену Таджикистану, відомий за частковим черепом. V. darevskii міг бути близьким родичем і, можливо, предком сучасного пустельного варана (V. griseus).

## Відкриття та найменування
Varanus darevskii був описаний Іриною Левшаковою в 1986 році на основі фрагмента черепа в порівняно хорошому стані з раннього пліоцену, знайденого поблизу села Сор в Согдійській області Таджикистану. Череп зберіг морду цілком, поряд з частинами даху черепа та піднебіння. Видова назва darevskii на честь зоолога та герпетолога Іллі Даревського.

## Опис
Череп V. darevskii схожий на сучасного пустельного варана (V. griseus), але відрізняється більш широкою тім'яною ділянкою та більш загостреним кінчиком морди. Хоча скам’янілість збереглася неповністю, також можливо, що орбіти V. darevskii були більшими, ніж орбіти V. griseus. V. darevskii був трохи меншим за V. griseus (який зазвичай виростає приблизно до одного метра в довжину), але мав більші зуби.